# Jimmy Vass
Jimmy Vass (James Henry Vass Jr., Nur Abdullah, * 31. März 1937 in Philadelphia; † 20. September 2006 in New York City) war ein US-amerikanischer Musiker (Altsaxophon, gelegentlich auch Sopransaxophon und Flöte) des Modern Jazz.
Vass, der sein erstes Saxophon mit 18 Jahren erwarb, lebte seit 1963 in New York, wo er zunächst tags einem Brotberuf nachging und nachts mit Musikern wie Charles Mingus, Rashied Ali und Ronnie Boykins arbeitete. 1968 holte ihn Sunny Murray in seine Band Hard Cores. Durch Charles Earland wurde er in den 1970er Jahren ein gesuchter Partner bei Soul- und Funk-Projekten. Mit Andrew Hill arbeitete er ab 1975 zusammen; auch ging er mit Lionel Hampton auf Tournee. Später leitete er eine eigene Band. Nach seiner Bekehrung zum Islam nannte er sich Nur Abdullah.

## Diskographie (Auswahl)
- Charles Mingus Dizzy Atmosphere: Live at Historic Slugs’, Vol. 1 (1970)
- Charles Mingus Fables of Faubus: Live at Historic Slugs’, Vol. 2 (1970)
- Charles Earland Funk Fantastique (1971)
- Charles Earland Soul Story (1972)
- Charles Earland Live at the Lighthouse (1972)
- Ronnie Boykins The Will Come, Is Now (1974)
- Andrew Hill Divine Revelation (1975)
- Andrew Hill Quartet Blue Black (1975)
- Ronnie Boykins  Sessions (1975)
- Roberta Flack Feel Like Makin' Love (1975)
- Rashied Ali Moonflight (1975)
- Rashied Ali NY Ain't So Bad: Ali Plays the Blues  (1975)
- Woody Shaw Rosewood (1977)
- Sunny Murray Apple Cores (1978)
- Muhal Richard Abrams Blues Forever (1981)
- The Blues River Jazz Orchestra (2007), mit Mario Escalera